# A Sombra do Pai
A Sombra do Pai é um filme brasileiro dos gêneros drama, suspense e fantasia de 2018 escrito e dirigido por Gabriela Amaral Almeida e estrelado por Nina Medeiros, Júlio Machado, Luciana Paes e Rafael Raposo.

## Sinopse
A trama gira em torno da difícil relação entre o pedreiro Jorge (Julio Machado) e sua jovem filha, Dalva (Nina Medeiros), órfã de mãe. Em meio à exaustiva rotina que leva, e após a morte de um colega do trabalho, Jorge sucumbe à melancolia. Crente que tem poderes sobrenaturais, Dalva deseja trazer a mãe de volta à vida, desejo que aumenta conforme acompanha a degradação do pai.

## Elenco
- Nina Medeiros como Dalva
- Júlio Machado como Jorge
- Luciana Paes como Cristina
- Eduardo Gomes como Operário da obra
- Dinho Lima Flor como Almir
- Clara Moura como Abigail
- Rafael Raposo como Elton

## Lançamento
O filme estreou mundialmente no dia 20 de Setembro de 2018, na mostra competitiva do 51º Festival de Brasília, onde foi o vencedor de três prêmios.

## Prêmios e indicações
| Ano  | Prêmio/Festival                         | Categoria                        | Recipiente                                    | Resultado |
| ---- | --------------------------------------- | -------------------------------- | --------------------------------------------- | --------- |
| 2018 | Festival de Cinema de Brasília          | Melhor Filme                     | Gabriela Amaral                               | Indicado  |
| 2018 | Prêmio Panorama Coisa De Cinema         | Melhor Filme                     | —                                             | Indicado  |
| 2018 | Festival Internacional de Cinema do Rio | Melhor Filme                     | Gabriela Amaral                               | Indicado  |
| 2018 | Rio Fantastik Festival                  | Melhor Filme (Prêmio da Critica) | Gabriela Amaral                               | Venceu    |
| 2018 | Rio Fantastik Festival                  | Melhor Filme (Prêmio do Júri)    | Gabriela Amaral                               | Venceu    |
| 2018 | Rio Fantastik Festival                  | Melhor Direção                   | Gabriela Amaral                               | Venceu    |
| 2018 | Rio Fantastik Festival                  | Melhor Ator                      | Júlio Machado                                 | Venceu    |
| 2018 | Tokyo International Film Festival       | Melhor Filme                     | Gabriela Amaral                               | Indicado  |
| 2019 | Brooklyn Horror Film Festival           | Melhor Atriz                     | Nina Medeiros                                 | Venceu    |
| 2019 | Imagine Film Festival, NL               | Melhor Filme                     | Gabriela Amaral                               | Venceu    |
| 2019 | Fantasia Film Festival                  | Melhor Atriz                     | Nina Medeiros                                 | Venceu    |
| 2019 | Fantasia Film Festival                  | Melhor Filme                     | Gabriela Amaral                               | Indicado  |
| 2019 | Fantasia Film Festival                  | Menção Honrosa                   | Gabriela Amaral                               | Venceu    |
| 2020 | Grande Prêmio do Cinema Brasileiro      | Melhor Direção de Fotografia     | Bárbara Alvarez                               | Indicado  |
| 2020 | Prêmio Guarani de Cinema Brasileiro     | Melhor Direção                   | Gabriela Amaral                               | Indicado  |
| 2020 | Prêmio Guarani de Cinema Brasileiro     | Melhor Ator                      | Julio Machado                                 | Indicado  |
| 2020 | Prêmio Guarani de Cinema Brasileiro     | Melhor Atriz Coadjuvante         | Luciana Paes                                  | Indicado  |
| 2020 | Prêmio Guarani de Cinema Brasileiro     | Melhor Maquiagem                 | André Anastácio                               | Indicado  |
| 2020 | Prêmio Guarani de Cinema Brasileiro     | Melhor Roteiro Original          | Gabriela Amaral                               | Indicado  |
| 2020 | Prêmio Guarani de Cinema Brasileiro     | Melhor Som                       | Daniel Turini, Fernando Henna e Gabriel Cunha | Indicado  |